# Maria Bartczak
Maria Teresa Bartczak (ur. 27 maja 1961 w Szczecinie, zm. 26 września 2017) – polska dziennikarka telewizyjna, menedżer, dyrektor i redaktor naczelna ośrodka regionalnego Telewizji Polskiej w Szczecinie.

## Biografia
Była absolwentką Akademii Rolniczej w Szczecinie (1984). Następnie ukończyła studia podyplomowe: dziennikarstwo na Uniwersytecie Warszawskim, prawo międzynarodowe na Uniwersytecie Mikołaja Kopernika w Toruniu i zarządzanie przedsiębiorstwem na Uniwersytecie Szczecińskim.
W latach 1991–1998 pełniła funkcję rzecznika prasowego wojewody szczecińskiego Marka Tałasiewicza, a w latach 2007–2011 była radcą do spraw informacyjno-prasowych w Ambasadzie Polskiej w Berlinie.
Jest współtwórcą przyznawanej od 1998 roku Polsko-Niemieckiej Nagrody Dziennikarskiej im. Tadeusza Mazowieckiego.
Zmarła 26 września 2017 po 20 latach walki z chorobą. W żałobnej mszy i pogrzebie wzięło udział kilkaset osób.

Została pochowana na cmentarzu Centralnym w Szczecinie (kwatera 29B).

## Telewizja
W 1989 roku rozpoczęła pracę w warszawskim ośrodku Telewizji Polskiej. Pracowała w programie informacyjnym Wiadomości, gdzie relacjonowała m.in. posiedzenia Rady Ministrów. Następnie odbyła staż w niemieckiej telewizji ZDF, a w latach 1999–2007 była korespondentem Telewizji Polskiej w Berlinie. 

Zrealizowała liczne reportaże telewizyjne i programy, m.in.: pierwszy program poświęcony sprawom Unii Europejskiej Eurosprawy oraz wspólnie z warszawskimi korespondentami telewizji ZDF i ARD program o tematyce polsko-niemieckiej Po obu stronach Odry. Sąsiedzi pod lupą. Był przygotowywany w dwóch wersjach językowych dla TVP 2 i niemieckiego kanału Phoenix.

Od 22 sierpnia 2011 roku była dyrektorem i redaktorem naczelnym ośrodka regionalnego Telewizji Polskiej w Szczecinie.

### Wybrane programy i reportaże telewizyjne
- Kowalski i Schmidt – program cykliczny realizowany wspólnie z regionalną telewizją publiczną RBB z Poczdamu, w latach 1993–1994 był realizowany przez ośrodek TVP Szczecin, następnie przez TVP Wrocław
- Bliżej niż blisko – cykl reportaży o elektrowni atomowej w Lubminie koło Greifswaldu (1995)
- Eurosprawy – program cykliczny (1998)
- Polki w kraju Hibiskusa (2003)
- Berliński Express – program cykliczny realizowany z Moniką Wilczyńską, emitowany w latach 2001–2006 w TVP Polonia, od 2012 w TVP[7]
- Między Odrą a Renem – program cykliczny realizowany wspólnie ze stacją Deutsche Welle (2006–2010)
- Po obu stronach Odry. Sąsiedzi pod lupą – program cykliczny (od 2014)

## Odznaczenia
- Złoty Krzyż Zasługi (2013, za zasługi dla rozwoju telewizji publicznej, za osiągnięcia w pracy zawodowej i działalności społecznej[8], udekorowana w 2015[9])

## Upamiętnienie
W 2015 roku Ośrodek TVP Szczecin przygotował reportaż z cyklu Zdarzyło się przed laty - Ludzie telewizji - Maria Bartczak - dziennikarka, korespondentka, szefowa
- Ludzie telewizji - Maria Bartczak - Telewizja Polska, Ośrodek w Szczecinie